# The Lick

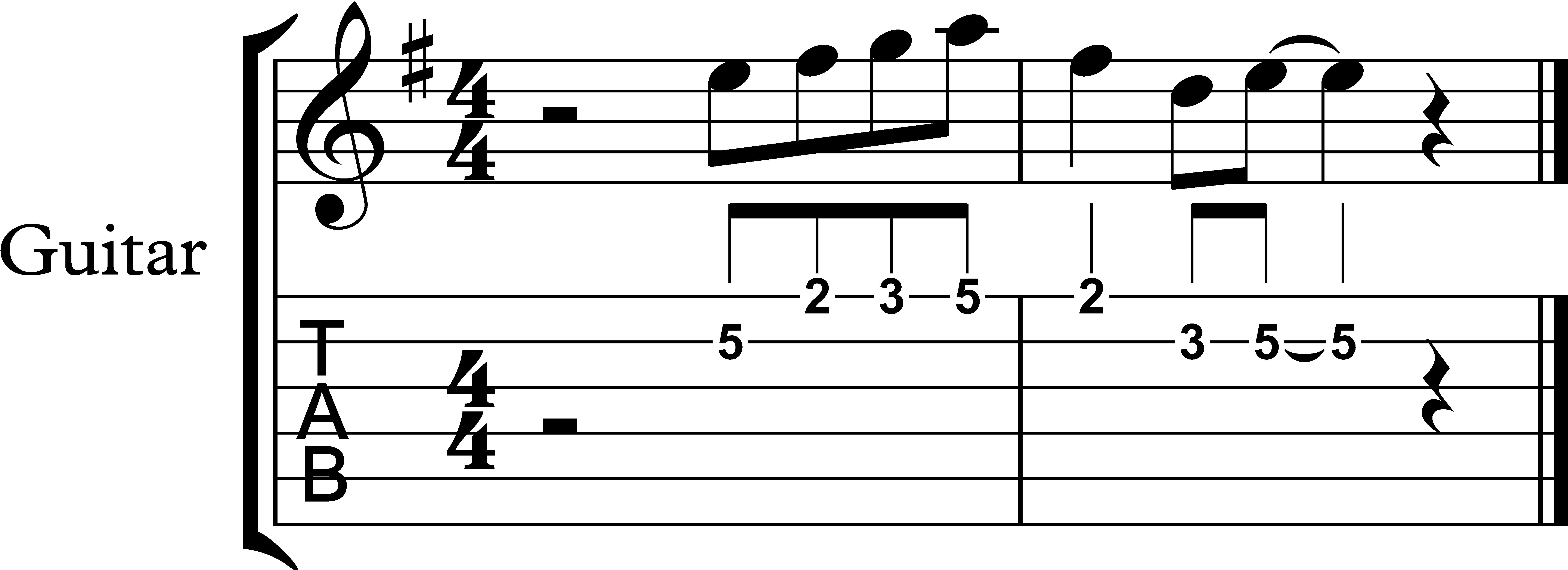
«The Lick» en mi menor para guitarra (swing)

The Lick es un lick (frase musical común) considerado como "el cliché de jazz más famoso de todos los tiempos". La frase se ha utilizado en numerosos discos de jazz y pop y forma parte de varias composiciones clásicas.

## Estructura musical
The Lick consta de siete notas, con cinco pasos de la escala diatónica. El patrón de intervalo es 1 (unísono) - 2 (segunda mayor) - b3 (tercera menor) - 4 (cuarta justa) - 2 (segunda mayor) - b7 (séptima menor) - 1 (unísono). En el jazz se toca con swing, a veces con un glissando antes de la quinta nota. The Lick se toca con frecuencia sobre una progresión de acordes ii°-V-i (tono menor).

## Historia
El término "The lick" (la lamida) fue acuñado por un grupo epónimo de Facebook en la década de 2010 y popularizado por un video de YouTube que recopila interpretaciones del lick de diferentes clips. Fue realizado por el músico de jazz Alex Heitlinger en 2011.
The Lick no se vio por primera vez en el jazz, ya que los ejemplos de música clásica incluyen secuencias tonales similares a The Lick, pero se ha conocido principalmente como un lick de jazz por la atención que ha recibido por su uso común en improvisaciones de jazz.

## Popularidad e influencia
Se ha popularizado ya que es fácilmente adaptable a todas las tonalidades y modos y se escucha en muchas piezas famosas, incluidas muchas piezas que no son de jazz. Aparece en anuncios, como en uno de "Injury Lawyers for You" y en la música de programas de televisión, como The Late Show. El artista de YouTube Adam Neely utiliza The Lick como cortinilla en sus videos, e hizo un video en el que interpretó de forma repetida The Lick por 5 horas contnuas en "I play the lick for 5 hours straight". Más adelante señaló que se trataba de un homenaje a Vexations de Erik Satie y de un meme.
Algunos consideran que se trata de un «meme musical», y su popularidad se debe a que es 'pegadizo', pues es una frase simple que se resuelve a sí misma al transitar por la escala menor, salta al séptimo grado, que resuelve en la tónica de la escala. Esa resolución es placentera para el oído humano.
En 2014, tras el video de Heitlinger, el compositor Steve Brown realizó una pieza para banda de jazz que tituló «The Lick», que utiliza el tema "en una variedad de permutaciones al unísono y armonizadas".

## Grabaciones populares deThe Lick

### Frases de jazz
- Chet Baker – Let's get lost
- Chick Corea – Spain; Samba Song
- Pink Floyd – Terminal Frost
- Lady Gaga – Babylon
- Tommy Flanagan – Groovin' High
- Dave Brubeck – 40 Days[15]
- Egberto Gismonti - Frevo
- Joshua Redman – Last Rites of Rock'n Roll
- Santana - Oye Como Va
- Return to Forever - Hymn of the Seventh Galaxy
- Clifford Brown - Joy Spring
- Al Di Meola, John McLaughlin, Paco de Lucia - Frevo Rasgado (Friday Night in San Francisco)

### Secuencias similares
- Igor Stravinsky - El pájaro de fuego
- Player - Baby Come Back
- Christina Aguilera - Get Mine, Get Yours[16]
- Thundercat - Funny Thing